# Річкова акула
Річкова акула (Glyphis) — рід відносно рідкісних, потайних акул родини Сірі акули. Містить облігатні прісноводні (тобто такі, яким необхідна для життя прісна вода) та еврігалінні (такі, що можуть пристосовуватись до широкого спектра солоності) види, що мешкають в ріках та біля берегів Індії, Борнео і тропічної Австралії. Іноді річкових акул плутають з акулою-биком, яка часом трапляється в тих самих ріках.

## Види
- Glyphis fowlerae Compagno, White & Cavanagh, 2010
- Glyphis gangeticus (Müller & Henle, 1839)
- Glyphis garricki Compagno, White & Last, 2008
- Glyphis glyphis (Müller & Henle, 1839)
- Glyphis siamensis (Steindachner, 1896)
- Glyphis bizantii - Бізантська річкова акула (науковий опис відсутній)